# Matthias Kniesbeck
Matthias Kniesbeck (* 19. Juni 1955 in Dillingen/Saar; † 31. Januar 2018 in Wadern) war ein deutscher Schauspieler und Regisseur.

## Leben
Kniesbeck zog als 18-Jähriger nach Berlin. Schon während seiner Schauspielausbildung wurde er für Dieter Dorns Inszenierung von Aristophanes’ Vögel ans Berliner Schillertheater engagiert. Engagiert war er ansonsten unter anderem auch an anderen Berliner Häusern, in Stuttgart, Darmstadt, Essen und Saarbrücken.
Bekannt war der Schauspieler durch seine Arbeit im Tatort, in der Serie Balko, dort verkörperte er die Figur des Polizeibeamten Wittek, sowie in der Hunsrück-Saga Heimat in der Rolle des Anton Simon.
Matthias Kniesbeck ruht auf dem Friedhof von Wadern im Stadtteil Wedern.

## Filmografie
- 1983: Die Buddik
- 1984: Heimat – Eine deutsche Chronik (3 Episoden)
- 1987: Die Reise das Land
- 1989: Tatort – Herzversagen
- 1990: Tatort – Blue Lady
- 1991: Elsa
- 1992: Tatort – Camerone
- 1995–2006 Balko (88 Episoden)
- 1996–1998: Stadtklinik (12 Episoden)
- 1999: SK Babies – Eine Leiche gratis
- 1999: Rembrandt
- 1999: Bang Boom Bang – Ein todsicheres Ding
- 2002: Der kleine Mönch – Ein Mann wird gesucht
- 2004: Heimat 3 – Chronik einer Zeitenwende (6 Episoden)
- 2007: Tatort – Engel der Nacht

## Regie
- Männerschmerz 5
- Der zerbrochne Krug … findet doch statt